# Myrna Dell
Myrna Dell, gebürtig Marilyn Adele Dunlap (* 5. März 1924 in Los Angeles, Kalifornien; † 11. Februar 2011 in Studio City, Los Angeles, Kalifornien) war eine US-amerikanische Schauspielerin.

## Leben
Myrna Dell wurde als Marilyn Adele Dunlap geboren. Sie begann ihre Karriere als Showgirl bei der Earl Carroll Revue. Ihren Künstlernamen entwickelte sie aus ihrem eigenen Namen, indem sie die Koseform von Marilyn nahm, ihren Familiennamen wegließ und aus der Kurzform ihres zweiten Vornamens den Nachnamen ihres Pseudonyms wählte. Nachdem sie einen Vertrag bei MGM unterschrieb, trat sie in kleineren Rollen in Spielfilmen wie Die Hölle von Oklahoma, Dreißig Sekunden über Tokio und Die Wendeltreppe auf. Ab 1949 stand sie bei RKO Pictures unter Vertrag und spielte in Filmen wie Venus am Strand und Radar-Geheimpolizei mit. Größere Bekanntheit erlangte sie in ihrer Karriere vor allem durch ihre Rollenauswahl beim Western. Bevor sie mit einer letzten Rolle in der von Billy Wilder inszenierten Komödie Buddy Buddy ihre Schauspielkarriere beendete, spielte sie ab Ende der 1950er Jahre regelmäßig in Fernsehserien mit.
Am 11. Februar 2011 verstarb Dell im Alter von 86 Jahren in ihrem Zuhause in Studio City.

## Filmografie (Auswahl)
- 1941: Mädchen im Rampenlicht (Ziegfeld Girl)
- 1943: Die Hölle von Oklahoma (In Old Oklahoma)
- 1944: Dreißig Sekunden über Tokio (Thirty Seconds Over Tokyo)
- 1944: Sturm über Arizona (Arizona Whirlwind)
- 1945: Die Wendeltreppe (The Spiral Staircase)
- 1949: Der Kampf um den Sonora-Pass (Roughshod)
- 1949: König des Dschungels (The Lost Tribe)
- 1949: Venus am Strand (The Girl from Jones Beach)
- 1949: Der Berg des Schreckens (Lust for Gold)
- 1950: Die Farm der Besessenen (The Furies)
- 1950: Radar-Geheimpolizei (Radar Secret Service)
- 1951: … jetzt wird abgerechnet (The Bushwhackers)
- 1951: Tödliches Pflaster Sunset Strip (The Strip)
- 1955: Der Sheriff von Lincoln-City (Last of the Desperados)
- 1955: Der zäheste Raufbold (The Toughest Man Alive)
- 1955: Nachtfracht (Night Freight)
- 1960: Die gnadenlosen Killer (Ma Barker's Killer Brood)
- 1978: Das Recht bin ich (The One Man Jury)
- 1981: Buddy Buddy